# 倭城
倭城（日本語読み：わじょう、朝鮮語読み：ウェソン）は、文禄・慶長の役に際して日本軍が朝鮮半島の南部各地に築いた日本式の城（城砦群）を、朝鮮側が呼んだ呼称である。

## 概要

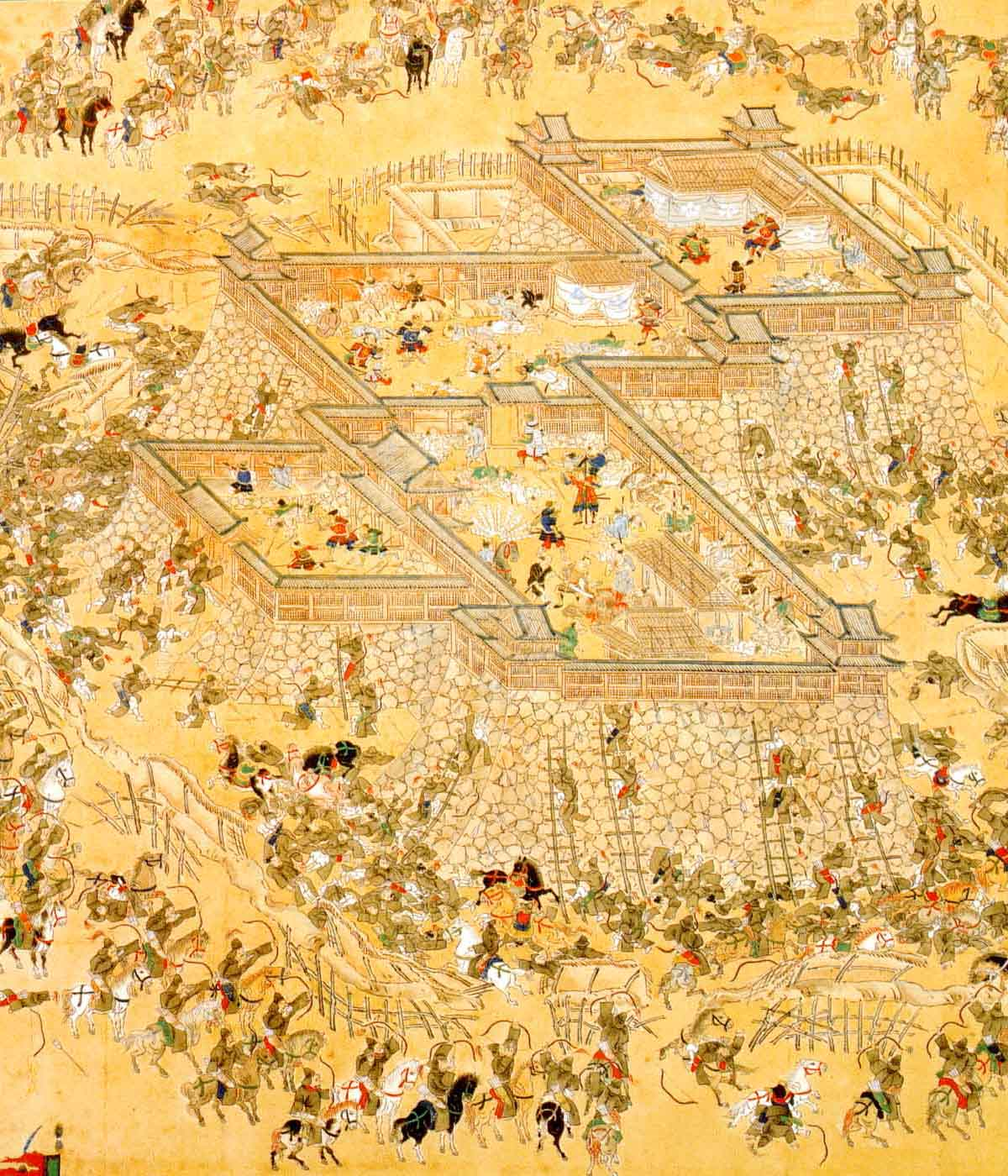
蔚山城の戦いを描いた屏風画

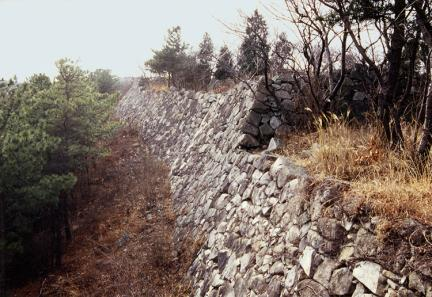
西生浦城 蔚山広域市 蔚州郡 西生面

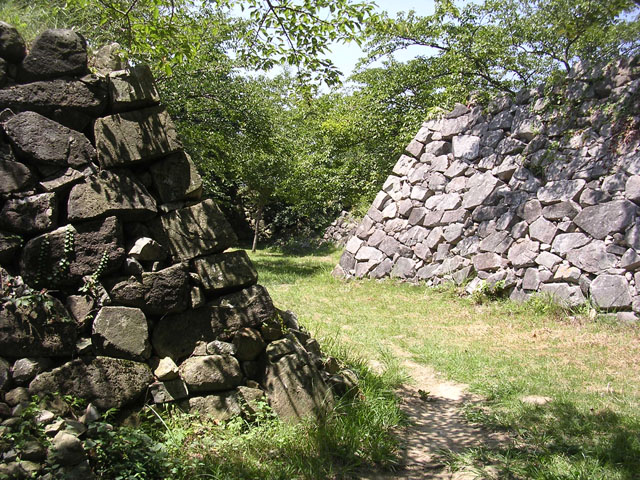
西生浦城 蔚山広域市 蔚州郡 西生面 西生里

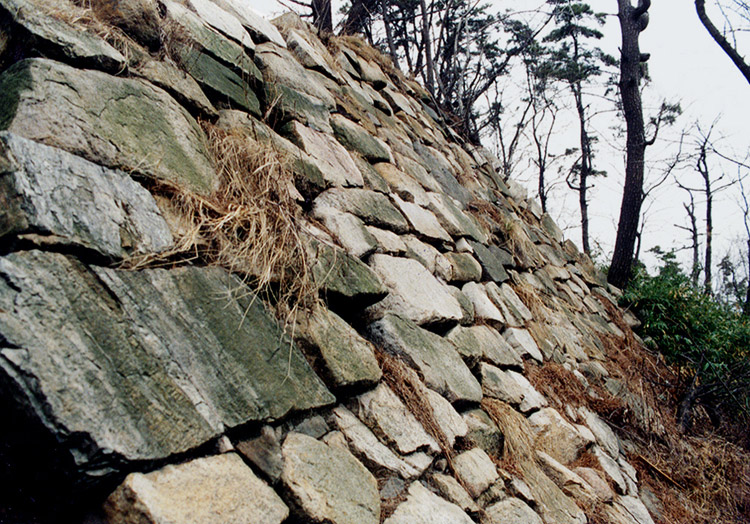
蔚山城 蔚山広域市 中区 鶴城洞

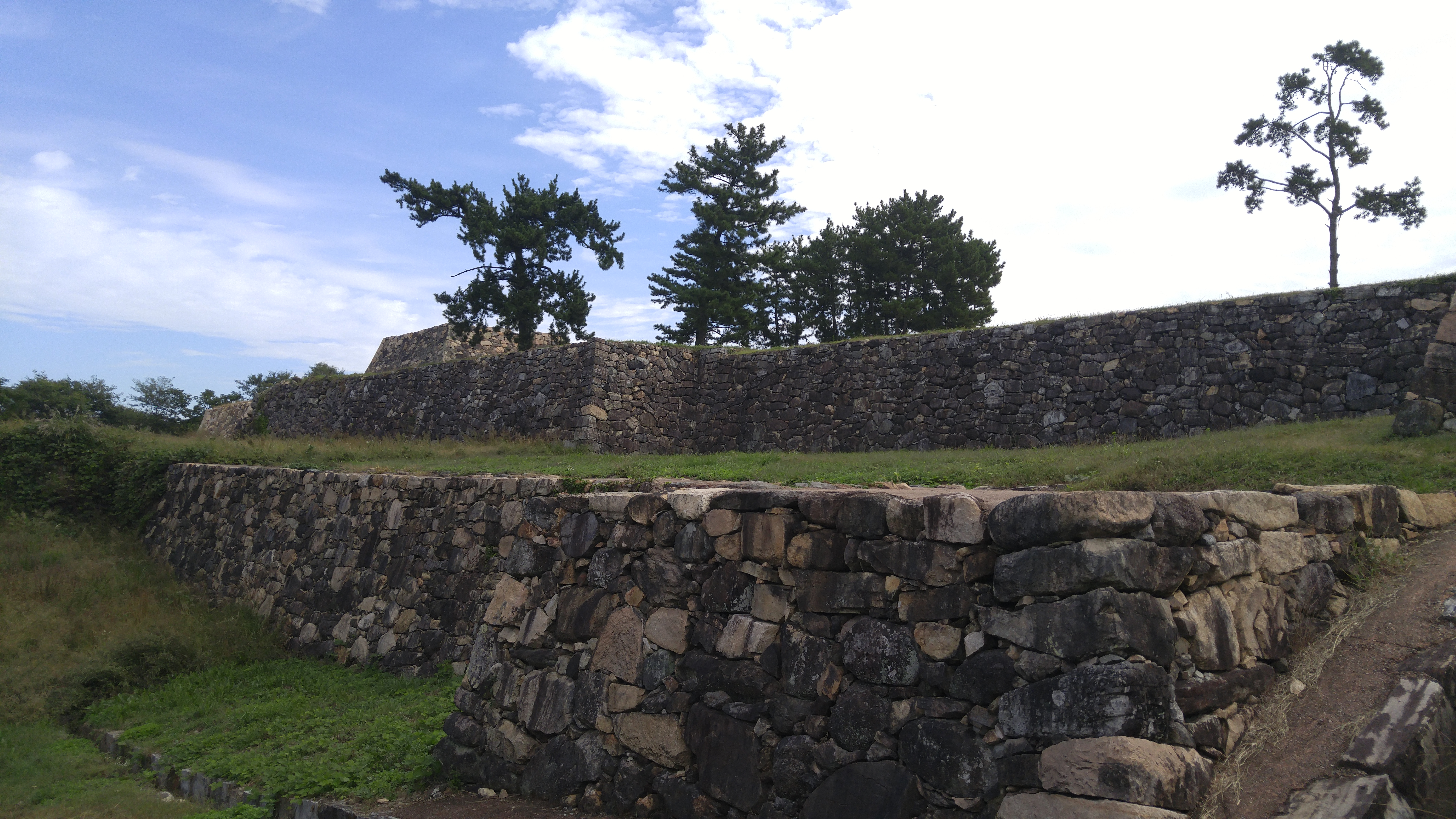
順天城 全羅南道 順天市 海龍面 新城里

倭城という呼び方は元々朝鮮側が使った呼び方であり、日本で使っていたわけではない。日本側ではあまり意識されないが、元来中国および朝鮮半島において倭を使用して単語を構成する場合、日本に対する賤称、侮蔑の意味合いを含む。
日本の石垣の技術は7世紀半に百済から伝えられたものである。長じて戦国時代に培われた戦国武将の経験によって大幅に向上した築城技術が用いられたので、それまで長らく戦がなかった李氏朝鮮の城（邑城 = ゆうじょう、 = ウプソン）に比べて防御力が高く、遥かに実戦的であったことに特徴がある。和平が結ばれて慶長の役が終わるまで、明・朝鮮の攻撃を受けても落城することは一度もなかった。
日本の城郭史において、文禄・慶長期の築城技術を示す重要な遺構とされるが、朝鮮半島では天守・櫓・城門や塀が残っている城は一つもなく、石垣や遺構だけが現存している。石垣も、撤退後または和平時に角部が破壊（破城）されている箇所もある。いくつかの倭城は公園となり、その他の多くは丘の上や林の中に石垣が残存し、いくつかは消滅した。
韓国政府や地元自治体は、ある程度の保護をしている。一部には復元作業が行われている倭城もあるが、石垣に傾斜を付ける本来の姿ではなく、朝鮮風に垂直に積み直す誤解も生じている。日本と同様に、必要のない積み直しも行われ、荒廃が危惧されている。
倭城はその性格によって大きく2つに分類される。
一つ目は明に攻め入る際に豊臣秀吉の滞在地（御座所）と兵糧補給路を確保することを目的として建設された城で、"つたいの城"とも呼ばれる。釜山からソウルまでのほぼ1日で軍隊が進軍できる距離ごとに建設され、後に義州まで建設された。主に朝鮮の邑城を修理するか、適当な邑城がなかった場所に新たに建設された。 位置が現在では明確でないが、咸鏡道の吉州と安辺の間に建設されたと言われており、当時、進軍ルートごとに日本軍がこの城を構築したものと推定される。
二つ目は南海岸（釜山、蔚山、慶尚南道、順天、南全羅に築造された統治のための城である。）。
倭城は朝鮮半島の南岸だけでなく内陸にも建てられたと考えられるが、今はほとんど知られていないため、実情は不明である。 南海岸地域はすでに32ヵ所が調査を受けている。

## 研究
羅東旭（ナ・ドンウク）釜山博物館文化財調査チーム長は、壬辰倭乱・丁酉再乱（文禄・慶長の役）の時、日本が築造した倭城の研究結果をまとめた。ナ・チーム長は、1597年に日本軍1万6千人が40日間余りで造った蔚山倭城が優れた防御力を備えた城だったという事実を紹介し、国内にある倭城30か所余りが開発と環境変化で毀損されていると指摘した。同氏は「倭城は400年前の熾烈だった東アジア戦争を再構成し、歴史を再現する上で重要な文化資産」と強調した。
国立中央博物館会が共同主管し、KEBハナ銀行と韓国文化芸術委員会が後援する今回の学術シンポジウムは、22日まで続く特別展「鄭裕在蘭」と連携して企画された。江華交渉と丁酉再乱勃発、露梁海戦に対する理解の方向、小西行長と順天城戦闘などに関する発表も行われる。国立晋州博物館関係者は「今回のシンポジウムを通じて丁酉再乱に対する深い論議が行われることを期待する」とし「戦争の実情はもちろん、韓国、中国、日本の民衆の生と生活も具体的に観察する場になる」と述べた。

## 意義
倭城は城郭編年において、その築城年代がはっきりしており、後代に改修されていないため、築城当時、韓国の築城方法が明確に分かるという点に意義があり、これは同時期に韓国南部で築造された城郭が後代に使用され続けることになり、それによって城郭の築城時期を明確に見分けることが難しいという点と比較してみると意味がある。

## 文化財保護
かつては蔚山倭城を始め、韓国国内の複数の倭城が史跡に指定されていたが、1997年1月1日にいずれも指定解除された。ただし、その後も地方自治体による文化財指定を受けている場合が多い。
韓国の城と同様、文化財保護法により保護を受けている。 文化財保護法により大韓民国文化財庁で保存中であり、
- 歴史的にも文化的にも倭城は保存されなければならず、天然保護区域と環境保護区域に指定することができる。
- 「倭城はその歴史の現場として保存されなければならず、義城跡（亀浦倭城、梁山倭城）と関連した発掘調査も必要だ」と述べた（歴史のブラックボックス「倭城再発見」）。
- 「文化財として歴史的にも多くの関心が必要であり、倭城が滅失しないように倭城を管理施設レベルで管理し、保存する努力が必要である。
- 倭城は、韓国の城と同様の保護法を適用するので、文化財保護法により想起する。
- 倭城を理由なく協議をせずに燃やしたり、壊したり、壊したり、破壊した場合、財物損壊罪で法的処罰を受ける可能性があることを明示する。

## その他
2019年に「朝鮮日本図説」という倭城の現況地図が発見され、話題になった。
- 文禄・慶長の役の際に再び改築された「多大浦城址」は、「釜山鎮城」や子城のように倭城とはならず、多大浦城は倭城から外された[6]。
- 「知世浦鎮城」は壬辰倭乱（文禄・慶長の役）を通じて加藤清正率いる日本軍は戦闘で敗れたが、陥落した知世浦城は日本式に改築されたというが、その後、知世浦倭城と命名されたが、倭城から外されたという。
- 晋州望晋倭城は「丁酉再乱」の時に築造され、現在、迫門口倭城と滅失した倭城で、烽火台周辺には木柵はなく頂上にあった城壁の推定地は第5景望晋山烽燧台[7]があり、韓国放送公社放送塔と望津体育公園がある。
- 望晋倭城は、現在の慶尚南道晋州市株薬(チュヤク)洞の望晋山にあった。 一方、頂上から240m離れたところにある第5景望晋山の烽燧台は壬辰倭乱当時、日本軍が使用したと推定される[8]。
- 1598年9月21日、南江の望津倭城が焼失した。
- 反面、記録にはない永春倭城と昆陽倭城は「泗川城の戦い」で「島津義弘」の軍隊で「中路軍」が望晉倭城を占領して以来、永春倭城を占領し、
- 翌日1598年9月22日に昆陽倭城が焼失した。

このように滅失した倭城は7カ所（中央洞、東三洞（釜山）、湖浦（梁山）、見乃梁（巨済）、望晋、永春（晋州）、昆陽（泗川））と確認されており、農所、馬沙（金海）、東萊（釜山）倭城は国や政府機関や官公署、住民センターの管轄で管理が持続的に行われなければ遠からず滅失され、文化財保護法によって管理されるべきである。倭城への関心が高い。

## 文禄・慶長の役
- 1592年4月、文禄・慶長の役開戦直後、釜山に上陸した日本軍は補給拠点を設けるため、釜山倭城を築造した。 同年11月、平壌を占領した小西軍が平壌に倭城を築城し、浮田は漢城の南である南山には倭城を築城した。 しかし、翌年1月、朝明連合軍の反撃に追われ始めた日本軍は、1593年5月から現在の慶尚南道海岸一帯に約20カ所の倭城を築造した。
- 文禄・慶長の役講和交渉が決裂し、再侵攻してきた日本軍は、これまで築城していた倭城を再び占拠し、日本の水軍は熊川倭城を占拠して根拠地とした。 この当時、日本軍は占領地を確実に確保するとともに、日本本土との連結のため、従来の築城した海岸一帯の倭城を補修し、東は蔚山、西は順天まで戦線が拡大し、この一帯にも倭城が新たに築城された。

## 倭城の一覧
| 番号 | 画像 | 名称                                                          | 築城年      | 築城者 | 守備                                                             | 所在地 | 管理者 (団体)   | 兵力                                                                                                   | 参照 |
| ---- | ---- | ------------------------------------------------------------- | ----------- | --- | ---------------------------------------------------------------- | --- | --------------- | --- | --- |
| 1    |      | 訥次倭城 （Nulcha Waeseong）                                  | 1592年      | 第6軍 毛利輝元 第6軍司令官 小早川隆景 | 第6軍司令官 小早川隆景 第6軍 小早川秀包 立花宗茂 島津忠恒 日本軍 | 釜山広域市 江西区 訥次洞 山84-7 | 江西区          | | 訥次倭城（2008年 発掘, 韓国文物硏究院） 加徳島倭城 |
| 2    |      | 加徳支城 （加徳島倭城支城）                                   | 1593年      | 第4軍 高橋元種 第6軍 筑紫広門 立花宗茂 小早川秀包 立花直次 |                                                                  | 釜山広域市 江西区 城北洞 山43 | 江西区          | 城北倭城                                                                                               | |
| 3    |      | 加徳島城北倭城 （Seongbuk Waeseong）                          | 1593年      | 第6軍司令官 小早川隆景 | 左軍総大将 小早川秀包 立花統虎                                   | 釜山広域市 江西区 城北洞 山43, 53, 52番地 | 江西区          | | |
| 4    |      | 機張城（機張 竹城里倭城） （Waeseong in Jukseong-ri, Gijang） | 1593年      | 第3軍司令官 黒田長政 父子 黒田孝高 | 第2軍司令官 加藤清正                                             | 釜山広域市 機張郡 機張邑 竹城里 601 | 機張郡          | 33,000人                                                                                               | 竹城里倭城, 豆毛浦倭城 (2002年 発掘) 釜山広域市 記念物 第48号 |
| 5    |      | 金海 竹島倭城 （Gimhae Jukdo Japanese Castle）                | 1593年      | 第2軍 鍋島直茂 鍋島勝茂 父子 | 第2軍 鍋島直茂                                                   | 釜山広域市 江西区 竹林洞 787番地 一円 | 江西区          | | 駕洛城, 竹島城, 金海倭城(2004年 発掘) 釜山広域市 記念物 第47号 |
| 6    |      | 亀浦倭城（カードカイ城） （Gupo Japanese Fortress）           | 1593年      | 1次 第6軍司令官 小早川隆景（責任） 第6軍 筑紫広門 立花宗茂 立花直次 小早川秀包 2次 友軍司令官 毛利秀元                                                         | 2次 第3軍司令官 黒田長政                                         | 釜山広域市 北区 徳川第1洞 山93番地 | 釜山広域市 北区 | 5,000人                                                                                                | 甘同浦城, 義城（2002, 2004年 発掘） 釜山広域市 記念物 第6号 |
| 7    |      | 金海 農所倭城址 （Nongso Waeseong）                           | 1593年      | 第2軍 鍋島直茂 父子 |                                                                  | 慶尚南道 金海市 酒村面 農所里 山22-5 | 農所公民館      | 5,000人                                                                                                | 農所倭城 神々倭城（2001年発掘）, 竹島倭城の知城 2001年(慶南文化財研究院) |
| 8    |      | 馬沙倭城址 （Masa Waeseong）                                  | 1593年      | 第2軍 鍋島直茂 父子 |                                                                  | 慶尚南道 金海市 翰林面 金谷里 山61-2 | 金海市          | 5,000人                                                                                                | 土城, 竹島倭城の 知城 |
| 9    |      | 東萊倭城（東萊邑城址） （Dongnae Waeseong）                   | 1593年      | 領主 吉川広家 | 第1軍司令官 小西行長                                             | 釜山広域市 東萊区 漆山洞 1-9 | 東萊区          | | 釜山広域市 記念物 第5号 『大東地志』 城池 甑山城 倭人所築. |
| 10   |      | 東三洞倭城                                                    | 1593年      | 第6軍 毛利輝元 |                                                                  | 釜山広域市 影島区 東三洞 188 |                 | 椎木島倭城, 影島倭城 東三洞倭城, 椎木島城, 絶影島 椎木島丹城                                           | |
| 11   |      | 釜山鎮城（丸山城, まるやまじょう） （Busanjinseong）          | 1593年      | 第6軍 毛利輝元 父子 友軍司令官 毛利秀元 奉行 浅野長政 （慶長の役の際に収縮·増築）                                                                              | 第6軍 毛利輝元 父子                                              | 釜山広域市 東区 子城路 99 (凡一洞) | 釜山広域市 東区 | 18,700人                                                                                               | 釜山広域市 記念物 第7号 子城台倭城 小西城、丸山城、釜山倭城の 支城 |
| 12   |      | 西生浦倭城 （Seosaengpo Japanese Fortress）                   | 1593年      | 第2軍司令官 加藤清正 | 第3軍司令官 黒田長政                                             | 蔚山広域市 蔚州郡 西生面 西生里 711番地 一円 | 蔚州郡          | 100,000人                                                                                              | 蔚山広域市 文化財資料 第8号 烽火城（2012年 発掘） |
| 13   |      | 林浪浦倭城（せいぐわん城） （Imnangpo Japanese Fortress）     | 1593年      | 第4軍司令官 毛利勝信 第4軍 島津豊久 伊東祐兵 高橋元種 秋月種長                                                                                                 | 第4軍司令官 毛利勝信 第4軍 島津豊久 伊東祐兵 高橋元種 秋月種長   | 釜山広域市 機張郡 長安邑 林浪里 山48 | 機張郡          | | 発掘調査 : 2001年 |
| 14   |      | 永登倭城址 （Yeongdeungpo Waeseong）                          | 1592年      | 第4軍 島津義弘 父子 |                                                                  | 慶尚南道 巨済市 長木面 舊永里 山6-17番地 出城: 長木面 舊永2道 34番地 | 巨済市          | 2,000人                                                                                                | 唐島城, 永登倭城 永登浦倭城 舊永登倭城 |
| 15   |      | 松真浦倭城 （Songjinpo Waeseong）                             | 1593年      | 第5軍司令官 福島正則 第5軍 戸田勝隆 長宗我部元親 |                                                                  | 慶尚南道 巨済市 長木面 長木里 山6-3 | 巨済市          | | 甑城 幼名: Jisepo 慶尚南道非指定文化財 |
| 16   |      | 巨済 長門逋 倭城 （Geoje Jangmunpo Castle）                   | 1594年 11月 | 第5軍司令官 福島正則 第5軍 蜂須賀家政 生駒親正 戸田勝隆 | 第5軍 長宗我部元親 生駒親正                                      | 慶尚南道 巨済市 長木面 長木里 130-43番地 | 巨済市          | 慶尚南道 文化財資料 第273号 長木倭城 軍港浦倭城                                                        | |
| 17   |      | 昌原 子馬山城 （Jama Japanese Fortress）                      | 1593年      | 第1軍 宗義智 |                                                                  | 慶尚南道 昌原市 鎮海区 城内洞 山15 | 昌原市          | 子馬倭城 熊川倭城の支城                                                                                | |
| 18   |      | 昌原 明洞倭城 （Myeongdong Japanese Fortress）                | 1593年      | 第1軍 松浦鎮信 宗義智 |                                                                  | 慶尚南道 昌原市 鎮海区 明洞 山13 | 昌原市          | 熊川倭城の支城                                                                                         | |
| 19   |      | 昌原 安骨倭城 （Angol Japanese Fortress）                     | 1593年      | 水軍 脇坂安治 加藤嘉明 水軍司令官 九鬼嘉隆 |                                                                  | 慶尚南道 昌原市 鎮海区 安骨洞 山27番地 外 | 昌原市          | 慶尚南道 文化財資料 第275号 日本第一水軍基地（倭水軍第1基地、2009年発掘·東洋文物研究院） 熊川 安骨倭城 | |
| 20   |      | 昌原 熊川倭城 （Ungcheon Japanese Fortress）                  | 1593年      | 第1軍司令官 小西行長 第1軍 → 宗義智 大名 上杉景勝 |                                                                  | 慶尚南道 昌原市 鎮海区 南門洞 山211-1番地 | 昌原市          | 5,000人                                                                                                | 慶尚南道 文化財資料 第79号 南山倭城. 日本第二水軍基地（倭水軍第2基地） |
| 21   |      | 迫門口倭城                                                    | 1593年 7月  | 第6軍 毛利輝元 小西行長 部下 |                                                                  | 釜山広域市 中区 中央洞 |                 | | Japanese castles in Busan (Korea) Sengoku Forum '迫門口' |
| 22   |      | 梁山 架山里 孤浦倭城址 （Hopo Waeseong in Gasan-ri, Yangsan） | 1593年      | 日本軍 |                                                                  | 慶尚南道 梁山市 東面 架山里 山52-4, 山57 梁山市 東面 湖浦路 26 梁山市 東面 架山里 1120-6 （梁山川下流の京釜線の下、） 梁山市 東面 架山里 1026-1, 1027-26, 1028-11 梁山市 東面 架山里 1045-1 | 国有            | 孤浦城址 文化財管理局、1977、『文化遺跡総覧』 (文化財管理局、1977、「文化遺跡総覧」)                   | |
| 23   |      | 固城邑城 （Goseong Japanese Fortress）                        | 1597年      | 領主 吉川広家 桂元綱 | 第2軍 鍋島直茂                                                   | 慶尚南道 固城郡 固城邑 城内里、西外里、水南里 一帯 固城倭城: 固城邑 城內路136番道 42 | 固城郡          | 7,000人                                                                                                | 慶尚南道 文化財資料 第89号 固城倭城, 水南里倭城 固城倭城は固城邑水南里64-1番地一帯に位置する。 築城時期は丁酉再乱の時の宣祖30年（1597年）と宣祖31年（1598年）、 吉川広家らによって築城された。 固城邑城の南方の雪上に突き出た そごう地に築城した城で、固城邑城と接している。 築城法は、日本式築城で最も高い場所に本丸があり、 西側の本丸より低いが、規模が少し大きい2環が確認されており、 本丸の東部から南部にへし折って大郭があるが、これが三環である。 現在も本丸と2環、3環の両方が確認されており、 城のかなりの部分が残存している 残った本丸は傾斜度70度ほどで、倭城の築城方法を示しており、 石材は自然石を用い、隙間には小さなくさびを入れた。 |
| 24   |      | 見乃梁倭城                                                    | 1597年      | 第1軍 宗義智 脇坂 安治 辛島瀬戸口 | 柳川調信                                                         | 慶尚南道 巨済市 沙等面 徳湖海岸道 147-1 |                 | . | 倭城洞倭城, 廣里倭城, 土城 見乃梁倭城3Dモデルの図案のみ残っている状態 1593年に日本軍が朝鮮の水軍を制御するために築城した城で、 1592年、豊臣秀吉は脇坂安治に 巨済島に城を築城し、朝鮮の水軍に対する守備を 堅固にしろ」と指示したという。 本土から巨済に入る関門である堅内梁海岸沿いに位置し、 日本軍が南海岸に築城した本城11ヶ所と支城7ヶ所のうち、 一つの知性に見えたという記録がある。 |
| 25   |      | 南海 船所倭城 （Namhae Castle）                               | 1597年      | 水軍 脇坂安治 第1軍 宗義智 | 第1軍 宗義智                                                     | 慶尚南道 南海郡 南海邑 船所路 149 | 南海郡          | 1,000人                                                                                                | 慶南発展研究院 歴史文化センター, 2004 『文化遺跡分布地図-南海郡-』. 高田徹, 2000, 「南海倭城の繩張り」 『倭城の硏究』4 城郭談話會. 堀口健貳, 2005 「畝狀空堀群を持つ倭城について」 『愛城硏報告, 愛知中世城郭硏究會』. 南海倭城 |
| 26   |      | 釜山日本城 （Busan Japanese Fortress）                        | 1598年      | 第6軍 毛利輝元 第1軍司令官 小西行長 | 左軍総大将 小早川秀包                                            | 釜山広域市 東区 凡一洞 | 釜山広域市 東区 | | 史跡 第35号（現在は指定解除） 『增補文獻備考』21) 釜山浦城 甑山城 備局謄錄 並有倭人. |
| 27   |      | 馬山日本城 （Masan Japanese Fortress）                        | 1597年      | 招待 伊達政宗 第2軍 鍋島直茂 鍋島勝茂 父子 |                                                                  | 慶尚南道 昌原市 馬山合浦区 龍馬山道 142（山湖洞） | 昌原市          | 12,000人                                                                                               | 史跡 第36号（現在は指定解除） 昌原倭城, 龍馬城 『大東地志』 城池 江馬山城 倭人所築. 『增補文獻備考』 舊江馬山城 備局謄錄 並有倭城. |
| 28   |      | 泗川船津里城 （Waeseong in Seonjin-ri, Sacheon）              | 1597年      | 第4軍司令官 毛利勝信 第4軍（左軍） 島津義弘 大名 池田景雄 武将 中川秀成 立花直次                                                                               | 第4軍（左軍） 島津義弘 第4軍司令官 毛利勝信 第7軍 毛利輝元       | 慶尚南道 泗川市 龍見面 船津里 770番地 外 龍見面 船津里 1082 一円 | 泗川市          | 10,000人                                                                                               | 慶尚南道 文化財資料 第274号 船津里倭城（2005年 発掘） |
| 29   |      | 順天倭城 （Suncheon Castle）                                  | 1597年      | 第1軍司令官（左軍） 小西行長（先鋒） 総大将 兼 第7軍司令官 （左軍司令官） 宇喜多秀家（先鋒） 水軍 藤堂高虎（先鋒）                                             | 第1軍司令官（左軍） 小西行長 水軍 藤堂高虎                       | 全羅南道 順天市 海龍面 新城里 山1番地 外 | 順天市          | 13,700人                                                                                               | 全羅南道 地方記念物 第171号（1999年2月26日指定） 倭橋城、礼橋城（2001、2002、2004年 発掘） |
| 30   |      | 勿禁 甑山里 倭城 （Waeseong in Jeungsan-ri, Yangsan）         | 1597年      | 第3軍司令官（友軍） 黒田長政 大名 伊達政宗 第7軍 毛利輝元 左軍総大将 小早川秀包                                                                                | 第3軍司令官（友軍） 黒田長政 黒田孝高                            | 慶尚南道 梁山市 勿禁邑 曾山里 山15 | 梁山市          | | 慶尚南道 文化財資料 第276号 甑山里倭城 日本による植民地時代 朝鮮総督府宝物古跡名勝天然記念物昭和14年古跡指定台帳指定 日本による植民地時代朝鮮総督府 （宝物古跡名勝天然記念物 昭和14年古跡指定台帳指定） |
| 31   |      | 蔚山倭城 （Ulsan Japanese Fortress）                          | 1597年 12月 | 第2軍司令官（友軍） 加藤清正 第8軍 浅野幸長（公社） 友軍司令官 毛利秀元（公社） 監察官および監督（武士） 太田一吉 部長 宍戸元続 加藤淸兵衛 加藤安政 大河内秀元 | 第2軍司令官（友軍） 加藤清正                                     | 蔚山広域市 中区 鶴城公園3道 54、一円 （鶴城洞） | 蔚山広域市 中区 | 16,000人                                                                                               | 蔚山広域市 文化財資料 第7号（1997年10月30日指定） 鶴城, 島山城（1985年 発掘） 太田一吉 |

## 注記 *
1. 1 2 3 4  島津義弘、毛利吉成、池田秀雄、中川秀成、高橋直次らが積み、島津義弘軍約1万人が駐留した。 2020年 11月 26日
2. 1 2  朝鮮の陶工を奪った「陶磁器戦争」 特に森義成は丁酉再乱（文禄·慶長の役）当時、慶尚南道泗川（キョンサンナムド·サチョン）の西津里（ソンジンリ）倭城でも森輝元、島津義弘らと共に駐屯し、数多くの磁器場と職人を日本に連れていった。
3. 1 2  この倭城は後に毛利輝元と小早川秀秋が建て直した。 2020年 11月 8日
4. 1 2 3  このような蔚山倭城の築造には壬辰倭乱期（1593年）に西生浦倭城を築いた加藤清正をはじめとし、多くの倭将が参加した。 立地選定と全体設計は加藤が担当し、築城工事は浅野幸長や毛利秀元の部長である宍戸元続、清正の部長加藤清兵衛らが行った。 そして監察官として派遣された太田一吉氏は立地選定から工事まで全工程の監督を務めた。 2021年 5月 29日
5. 1 2 3  蔚山倭城は丁酉再乱の時期加藤清正（加藤清正）が設計し太田和義（太田一吉）の監督として浅野吉永（浅野幸長）宍戸モットーチュグ（宍戸元続）加藤清べに（加藤淸兵衛）加藤保正（加藤安政）に来てうちわ秀元（大河内秀元）など計1万6布動員して、蔚山邑城と経常ジョワビョンヨウン性石材を利用し、12月20日までに約40日余りの短期間に蔚山倭城を完成し加藤清マーサ（加藤清正）が1597年12月12日入城した矮星である。私たちの土地矮星の天守台、ボンファン実測研究 - ギムユンドク（蔚山城研究会）